# SAP SE
SAP SE — німецька корпорація, розробник програмного забезпечення та надавач послуг консалтингу, яка виробляє корпоративне програмне забезпечення. 

## Історія
Компанія SAP була створена п'ятьма колишніми співробітниками IBM (Claus Wellenreuther, Hans-Werner Hector, Клаус Чира, Дітмар Хопп і Хассо Платтнер) під найменуванням System Analysis and Program Development у місті Вайнгайм (Німеччина). Перший офіс фірми знаходився в м. Мангаймі, яке розташоване в південно-західній частині Німеччини.
У 1976 була заснована SAP GmbH, і роком пізніше фірма перемістилася до Вальдорф (Німеччина).
Станом на 2023 рік, штаб-квартира корпорації знаходиться у місті Валльдорфі. Має регіональні відділення по всьому світу. SAP є найбільшим розробником корпоративного програмного забезпечення в Європі і четвертим за величиною розробником корпоративного програмного забезпечення у світі з 2009 року. До перереєстрації 2014 року мала назву «SAP AG».
У березні 2022 року компанія SAP приєдналася до бойкот РФ та Білорусі й зупинила продажі в Росії. У вересні 2023 року було оголошено про плани вимкнути ПЗ для деяких російських компаній, серед яких РЖД.

## Напрямки діяльності
Корпорація розробляє програмне забезпечення для фінансового обліку, звітності, контролінгу, збуту, управління та планування виробництва.
Найвідомішим продуктом компанії SAP є її програмне забезпечення для планування ресурсів підприємства (SAP ERP).
Ознаками, що характеризують цей продукт є такі: велика функціональність; інтеграція всіх бізнес-процесів підприємства; модульний принцип побудови, який дозволяє ізольоване використання окремих компонент систем або їх комбінації, якщо це необхідно з точки зору виробничо-економічних умов; розвинута система звітності, в якій кожна операція потрапляє до різних видів звітності; незалежність продукту від конкретної галузі; відкритість, можливість формування власних програмних продуктів у середовищі системи; підтримка різних мов; доступ у систему протоколюється відповідно до прав користувача; сучасні технологічні підходи на базі архітектури клієнт-сервер; система налаштовується засобами, що доступні користувачу, до конкретних особливостей підприємства, зміни можливі протягом всього часу експлуатації продукту.

### Коротка характеристика компонентів системи
SAP R/3 включає в себе такі основні модулі: FI, AM-AA, CO, MM, SD, PP.
FI — система фінансового обліку та звітності:
- бухгалтерія основних видів обліку, плани рахунків, історія змін по рахункам, дані про обороти по рахункам за кожний звітний період, по кожному підрозділу у внутрішній та закордонній валютах, закриття фінансового року, автоматична переоцінка балансових рахунків в іноземних валютах, формування головної книги і стандартних звітів для бухгалтерії;
- бухгалтерія дебіторів та кредиторів;
- сервісні функції — реорганізація основних даних, перенесення сальдо.

AM — AA — облік основних засобів - основні дані, майно підприємства за класами основних засобів, бухгалтерський облік зносу засобів, списання основних засобів, надходження і переміщення основних засобів за підрозділами підприємства, податковий облік основних засобів.
CO — контролінг, облік витрат по місцях їх виникнення, за видами витрат, розподіл і розкладка витрат за планом і фактом (розрахунок планового та фактичного тарифу).
ММ — управління матеріальними потоками:
- закупівлі, формування та обробки замовлень на постачання;
- рух матеріалів, фактурування, оцінка матеріалів;
- автоматичне оперативне формування прибуткових ордерів на основні матеріали та актів на ресурси, виставлення рахунок-фактур для ресурсів.

SD — збут:
- формування основних даних клієнта з боку функцій збуту;
- ведення контрактів і торговельних замовлень, формування цінової політики по клієнтам у різних валютах;
- створення класифікатора матеріалів на готову продукцію.

PP — планування виробництва:
- в рамках цього модуля здійснюється планування потреб у матеріалах, формування планових і технологічних замовлень, оперативне ведення витрат матеріалів на технологічні замовлення, облік виробництв, формування оперативних розрахунків;
- оперативне формування аналітичних звітів.

Дворівнева структура інформаційної бази (верхній рівень — сервери бази даних та програм; нижній рівень — клієнтські місця, розташовані у підрозділах та відділах підприємства) дозволяє забезпечити оперативність та достовірність інформації, що вводиться, на підставі якої формуються вказівки для оперативного прийняття рішень з управління бізнес-процесами підприємства.